# Chevaux effrayés par l'orage
Chevaux effrayés par l'orage ou Chevaux effrayés par la tempête est une peinture à l'huile sur toile du peintre français Carle Vernet, créée au XIXe siècle, et conservée au musée Calvet d'Avignon. Elle représente deux chevaux résistant ensemble à la force du vent, tout en étant saisis de crainte à la vue de la foudre descendant d'un ciel très sombre.

## Réalisation
Carle Vernet a consacré une partie majeure de son œuvre aux chevaux ; ce tableau fait partie de ses plus belles œuvres.
La création de ce tableau s'inscrit dans le cadre d'un engouement artistique centré sur les réactions des chevaux aux orages : ce thème inspire non seulement Carle Vernet, mais aussi James Ward (L'Éclair), Théodore Géricault (Cheval effrayé par l'orage) et Eugène Delacroix (Cheval effrayé par l'orage).

## Description
Le tableau représente deux chevaux de profil, la tête tournée vers la gauche, sur un fond de ciel orageux ; non loin d'un troupeau de vaches à l'arrière-plan. 
Elle met en lumière le paradoxe entre la puissance du cheval et son caractère craintif.
L’œuvre mesure 48 × 70 cm ; il s'agit d'une peinture à l'huile sur toile,.

## Historique
Le musée Calvet d'Avignon fait l'acquisition de ce tableau auprès de M. Cormouls en 1975 ; depuis lors, ce tableau est conservé dans ce musée.
Le tableau est prêté au château de Versailles à partir de juillet 2024 pour l'exposition « Cheval en Majesté »,,.